# Linux Mint
Linux Mint je računalni operativni sustav iz obitelji UNIX-a. Aktualno je nekoliko izdanja sustava koja su temeljena na distribucijama Ubuntu, a zasebno izdanje temeljeno je na Debianu.

## Opis
Kao i mnogo drugi Linux distribucije Linux Mint se sastoji od mnoštva programskih paketa, od kojih se velika većina distribuira kao programska podrška sa slobodnom licencom (također poznat kao open source). Glavne licence koje se koriste je GNU Opća javna licenca (GNU GPL) koja, zajedno s GNU Lesser General Public License (GNU LGPL), izričito izjavljuje da korisnici mogu slobodno pokretati, umnožavati, rasparčavati, mijenjati odnosno razvijati ili poboljšati postojeći softver. Linux Mint je financiran od strane svoje zajednice korisnika. Individualni korisnici i poduzeća koja koriste operacijski sustav djeluje kao
1. donatori
2. sponzori
3. partneri
4. distribucije

Financijska potpora zajednice i oglašavanje na webu pomaže u održavanju distribucije.

## Nastanak i razvoj operacijskog sustava
Linux Mint je započeo u 2006. s beta inačicom koja se zvalo 1.0 "Ada". Projekt nije bio poznat u vrijeme i ova inačica nikada nije bila izdana kao stabilna. S izlaskom inačice 2.0 "Barbara", nekoliko mjeseci kasnije, distribucija je privukla pozornost mnogih ljudi u Linux zajednici te je počela prikupljati publiku. Nazivi i brojevi inačica su sljedeći: 2.1 "Bea", 2.2 "Bianca", 3.0 "Cassandra", 3.1 "Celena", 4.0 "Daryna", 5 "Elyssa", 6 "Felicia", 7 "Gloria", 8 "Helena", 9 "Isadora", 10 "Julija", 11 "Katya", 12 "Lisa", 13 "Maya", 14 "Nadia", 15 "Olivia", 16 "Petra", 17 "Qiana", 17.1 "Rebecca", 17.2 "Rafaela", 17.3 "Rosa", 18 "Sarah", 18.1 "Serena", 18.2 "Sonya", 18.3 "Sylvia", 19 "Tara", 19.1 "Tessa", 19.2 "Tina", 19.3 "Tricia", 20 "Ulyana", 20.1 "Ulyssa", 20.2 "Uma" i 20.3 "Una".

Inačica 2.0 "Barbara" je bazirana na Ubuntu 6.10, koristeći iste repozitorije i koristeći ga kao osnovu.